# الگوریتم هیتس

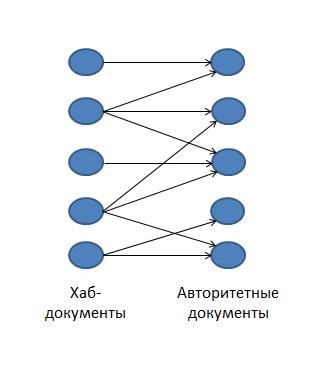
تصویری از ساختار الگوریتم هیتس و نمایشی از ساختار صفحات وب است که در آن، ستون راست «اسناد مرجع» و ستون چپ «اسناد مرکز یا هاب» را نشان می‌دهد.

جستجوی موضوع القا شده با ابر پیوند یا   Hyperlink-Induced Topic Searcصویری h (HITS)
 طبق این الگوریتم سایت‌ها دو دسته هستند. یک دسته از وبگاه‌ها بوسیله ابرپیوند از سمت بسیاری از دیگر وبسایت‌ها مورد ارجاع قرار گرفته‌اند که به آنها مراجع گفته می‌شود و برخی وبگاه‌ها هستند که به تعداد زیادی وبگاه‌های خیلی قوی ای از طریق ابر پیوند ارجاع داده‌اند که آنها مراکز گفته می‌شود.